# Bathyplectes infernalis
Bathyplectes infernalis là một loài tò vò trong họ Ichneumonidae.